# František Novák (letec)
František Novák, přezdívaný Král vzduchu (26. srpna 1902 Sokoleč u Poděbrad – 27. dubna 1940, Paříž), byl český letecký akrobat před druhou světovou válkou ("První zlatá éra české akrobacie") a vojenský pilot a instruktor.

## Život
Nejprve se učil zámečníkem, pracoval v ČKD. Po vyučení nastoupil v roce 1922 prezenční vojenskou službu u hraničářského pluku v Děčíně, v roce 1923 byl přijat k letectvu. Po absolvování pilotního výcviku u tehdejšího leteckého pluku byl zařazen k 2. rotě leteckého pluku 1 a v roce 1925 absolvoval výcvik ve stíhací pilotní škole v Chebu, kde od roku 1926 působil po dobu 8 roků jako instruktor akrobacie.

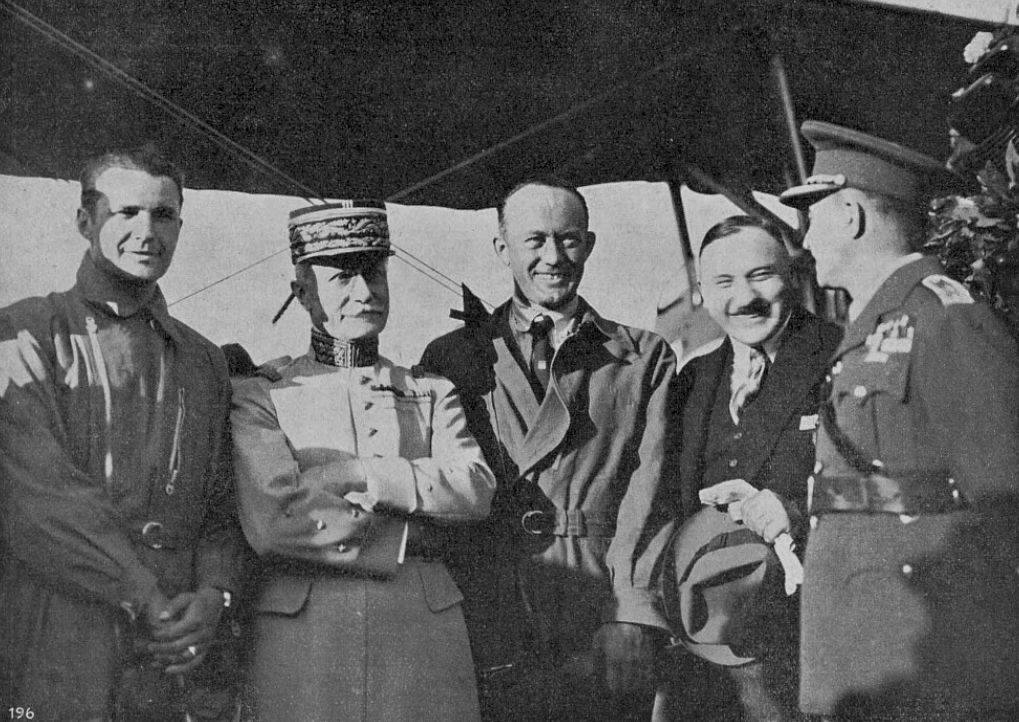
František Novák po návratu z MS v akrobacii 1934 (uprostřed)

Na veřejnosti na sebe poprvé výrazně upozornil v roce 1928, kdy na armádních závodech zvítězil v soutěži akrobacie na stroji Avia B-21. Další vítězství dosáhl na I. mezinárodním leteckém mítinku v Plzni, uspořádaném ve dnech 1. až 3. května 1931. V roce 1932 vyhrál v národní akrobatické soutěži a v červnu 1933 opět triumfoval v akrobatické soutěži na II. mezinárodním leteckém mítinku ve Varšavě se strojem Avia B-22. Na armádním leteckém dnu, který se konal 10. září 1933, obsadil František Novák v kategorii individuální akrobacie 6. místo.

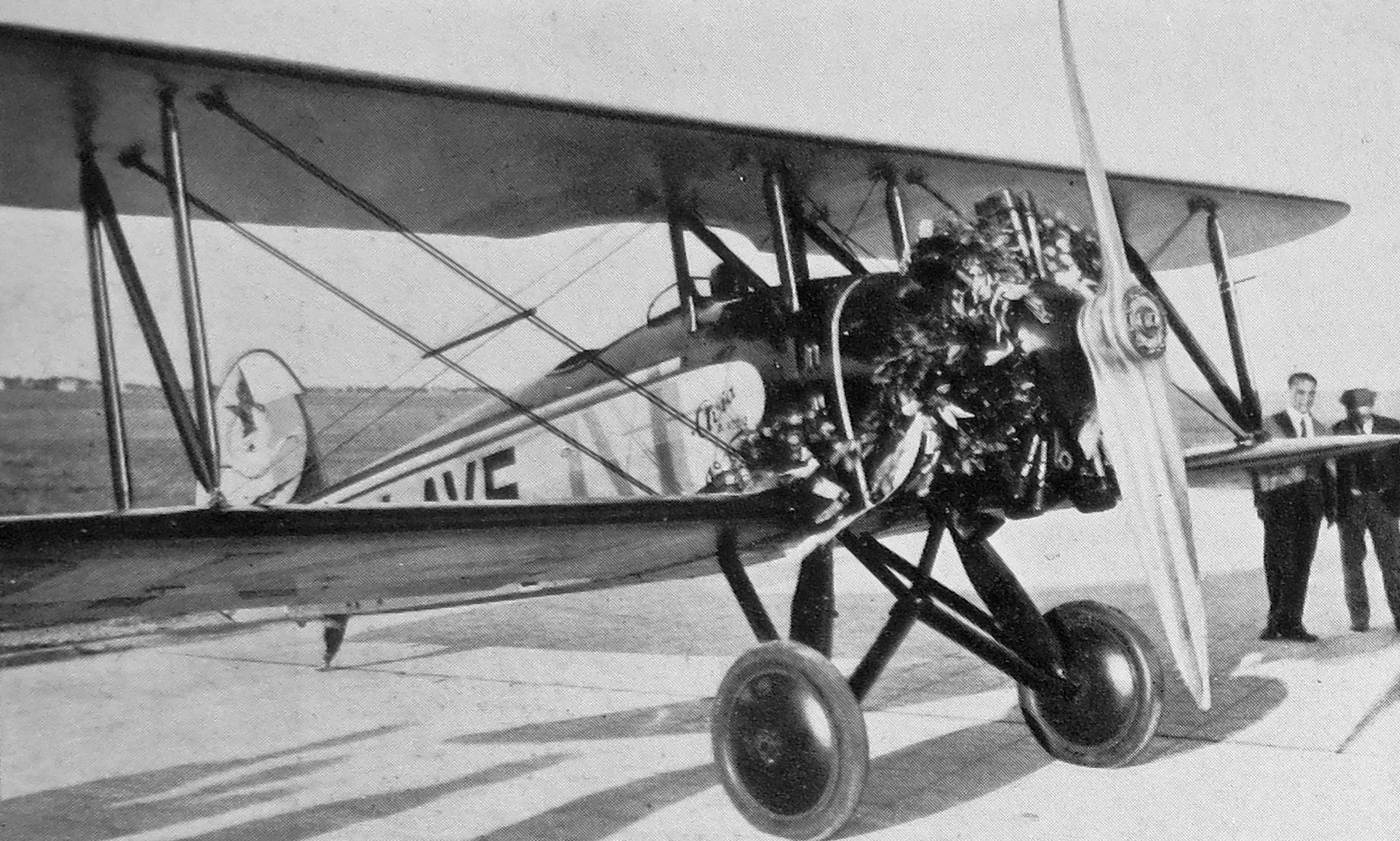
Avia B-122 (OK-AVE) s motorem Walter Castor II (1934)

V roce 1934 se Novák zúčastnil s novým akrobatickým speciálem Avia B-122 (OK-AVE) neoficiálního mistrovství světa v letecké akrobacii, které se konalo ve francouzském Vincennes ve dnech 9. a 10. června. František Novák se v soutěži umístil na 4. místě. V září 1934 byl účastníkem leteckého dne v portugalském Lisabonu, kde předvedl své letecké umění, za které byl portugalskou vládou vyznamenán vysokým řádem. Byla to součást obchodní cesty společně s Janem Šustou, který vedl v Portugalsku a ve Španělsku obchodní jednání. František Novák předváděl akrobatický letoun Avia B-122 s motorem Walter Castor II, za což byl portugalskou vládou vyznamenán vysokým řádem.
V únoru 1935 byl jmenován poručíkem letectva. V září 1935 získal František Novák 1. místo v I. národní soutěži v letecké akrobacii v kategorii vysoká akrobacie se strojem Avia Ba-122.
Na XI. letních olympijských hrách konaných v roce 1936 v Berlíně startoval v přidružené letecké soutěži. Letoun Avia Ba-122 s imatrikulací OK-AWA byl osazen novým motorem Avia Rk-17 o výkonu 257/283 kW (350/385 k). Den před oficiálním zahájením her 29. července 1936 na letišti Rangsdorf u Berlína obsadil František Novák v letecké akrobacii 3. místo. Krajan Petr Široký byl druhý a Ján Ambruš skončil na 8. místě.
Na mezinárodní letecké soutěži v Curychu, konané od 23. července do 1. srpna 1937, obsadil poručík František Novák se strojem Ba-122 1. místo v letecké akrobacii jednotlivců v kategorii letounů s motory od 10 do 20 litrů (kategorie B), 1. místo v kategorii nad 20 litrů (kategorie C) a 1. místo ve skupinové letecké akrobacii v sedmičlenné československé skupině. Po návratu z Curychu byl František Novák povýšen na nadporučíka.
Poslední umístění v letecké akrobacii zaznamenal na leteckém dnu v St. Germain-en-Laye u Paříže 24. dubna 1938, kde obsadil druhé místo s akrobatickým speciálem Avia B-422 (OK-AVC).
6. července 1939 opustil ilegálně protektorát Čechy a Morava. Přes Polsko se dostal do Francie, 1. srpna 1939 byl přijat do svazku Armée de l'Air v St. Cyru v hodnosti sous-lieutenant à titre étranger.
Na podzim 1939 onemocněl zhoubnou žaludeční chorobou a prodělal operaci. Po nedokončené rekonvalescenci usedl příliš brzy do letounu a jeho oslabený organizmus nevydržel velkou zátěž. Snaha lékařů o odvrácení recidivy zůstala marná. Zemřel po těžké operaci v roce 1940 ve vojenské nemocnici v Paříži. Těsně před smrtí byl 15. dubna 1940 povýšen na kapitána, po smrti byl povyšován na štábního kapitána, majora a plukovníka.[zdroj?]

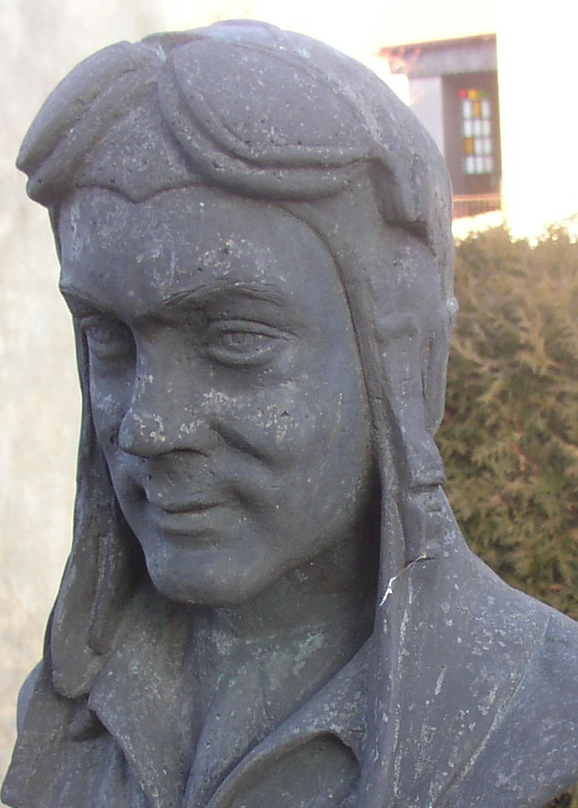
Busta Františka Nováka v rodné Sokolči

## Po smrti
Jeho ostatky byly v roce 2002 převezeny z Francie do rodné obce Sokoleč. Předání ostatků doprovázené slavnostním ceremoniálem proběhlo na čsl. vojenském hřbitově La Targette dne 7. srpna roku 2002. Rakev s pozůstatky Fr. Nováka na cestě do jeho rodné Sokolče doprovodili generálové František Padělek, František Fajtl a František Peřina. Ostatky byly dne 24. srpna 2002 uloženy se všemi vojenskými poctami za účasti českých i francouzských válečných veteránů do rodinné hrobky.

## Vyznamenání
- Řád Kristův, rytíř, udělen 30.11.1934 (Portugalsko)
- Řád za letecké zásluhy[7], rytíř, 1935 (Rumunsko)
- Československý válečný kříž 1939, udělen 10.10.1940 in memoriam
- Kříž za chrabrost, udělen 15.07.1941, in memoriam (Polsko)